# Pachnobia aklavicensis
Pachnobia aklavicensis là một loài bướm đêm trong họ Noctuidae.